# Santuario di Sant'Antonio di Padova (Milazzo)
Il santuario rupestre di Sant'Antonio di Padova è un edificio religioso di Milazzo che sorge su uno strapiombo dell'omonimo capo.

## Storia
Fu rifugio di Antonio di Padova dopo il suo naufragio sulle coste del capo nel gennaio 1221, di ritorno dall'Africa. Questo e molti altri luoghi testimoniano il passaggio del taumaturgo in terra sicula durante i suoi due soggiorni prima e dopo la morte di Francesco d'Assisi. Non solo dimore temporanee, ma anche l'edificazione di luoghi di culto dell'Ordine francescano.
Trasformato in luogo di culto già nel 1232, nel 1575 assunse l'aspetto di chiesa.

## Interno
Sull'altare maggiore è presente la statua lignea del santo, opera del XVIII secolo, sull'altare laterale è documentata una pregevole tela di autore ignoto, del XVII secolo, raffigurante la Madonna della Provvidenza, al presente sostituita da un Crocifisso moderno in terracotta.